# Cordylus nyikae
Espèce
Statut CITES
Cordylus nyikae est une espèce de sauriens de la famille des Cordylidae.

## Répartition
Cette espèce est endémique du Malawi. Elle se rencontre sur le plateau Nyika et dans les monts Misuku.

## Étymologie
Cette espèce est nommée en référence au lieu de sa découverte, le plateau Nyika.

## Publication originale
- Broadley & Mouton, 2000 : A new species of rupicolous Cordylus Laurenti from Malawi (Sauria: Cordylidae). African Journal of Herpetology, vol. 48, no 2, p. 169-172.